# 德羅什島

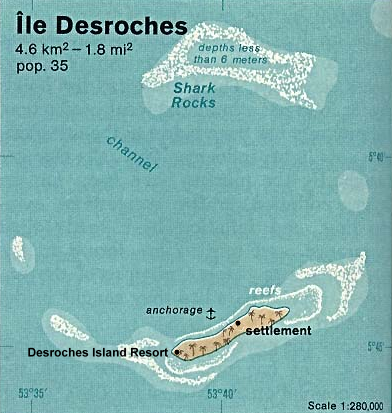

德羅什島是東非國家塞舌爾的島嶼，屬於阿米蘭特群島的一部分，位於馬埃島西南230公里，長6.2公里、寬1公里，面積3.24平方公里，人口約50。
5°40′S 53°39′E / 5.667°S 53.650°E